# Havre North
Havre North és una concentració de població designada pel cens dels Estats Units a l'estat de Montana. Segons el cens del 2000 tenia 973 habitants.

## Demografia
Segons el cens del 2000, Havre North tenia 973 habitants, 422 habitatges, i 259 famílies. La densitat de població era de 111,8 habitants per km².
Dels 422 habitatges en un 28,7% hi vivien nens de menys de 18 anys, en un 42,4% hi vivien parelles casades, en un 15,4% dones solteres, i en un 38,6% no eren unitats familiars. En el 32% dels habitatges hi vivien persones soles el 10,9% de les quals corresponia a persones de 65 anys o més que vivien soles. El nombre mitjà de persones vivint en cada habitatge era de 2,3 i el nombre mitjà de persones que vivien en cada família era de 2,89.
Per edats la població es repartia de la següent manera: un 25,5% tenia menys de 18 anys, un 9% entre 18 i 24, un 28,6% entre 25 i 44, un 25,1% de 45 a 60 i un 11,8% 65 anys o més.
L'edat mediana era de 37 anys. Per cada 100 dones de 18 o més anys hi havia 95,4 homes.
La renda mediana per habitatge era de 20.888 $ i la renda mediana per família de 25.625 $. Els homes tenien una renda mediana de 21.250 $ mentre que les dones 17.277 $. La renda per capita de la població era de 10.921 $. Aproximadament el 18,8% de les famílies i el 23,3% de la població estaven per davall del llindar de pobresa.

## Poblacions més properes
El següent diagrama mostra les poblacions més properes.